# Brien McMahon
Brien McMahon (Norwalk, 1903. október 6. – Washington, 1952. július 28.) az Amerikai Egyesült Államok szenátora (Connecticut, 1945–1952).